# Yonabaru

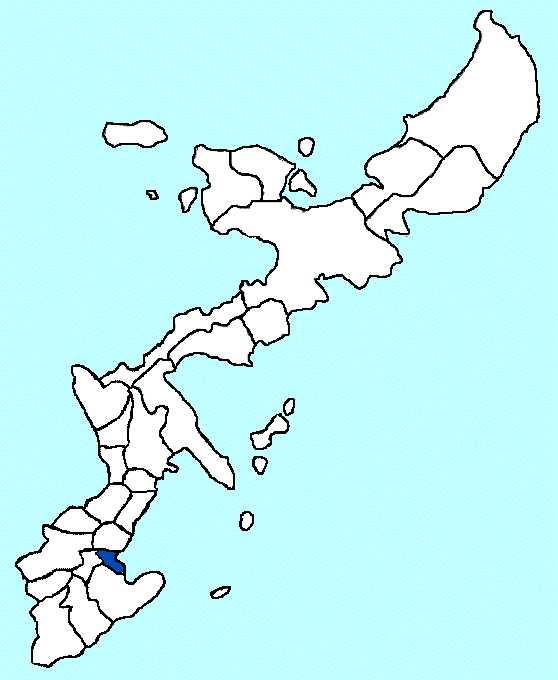
Localização de Yonabaru em Okinawa.

Yonabaru (与那原町; -chō) é uma vila localizada no distrito de Shimajiri, Okinawa, Japão.
Em 2003, a vila possuía uma população estimada de 15.203 e uma densidade populacional de 3.277 por km². A área total é de 4.64 km².

## Municípios vizinhos
- Nanjo
- Nakagusuku
- Haebaru